# Marija Fjodorowna Morosowa

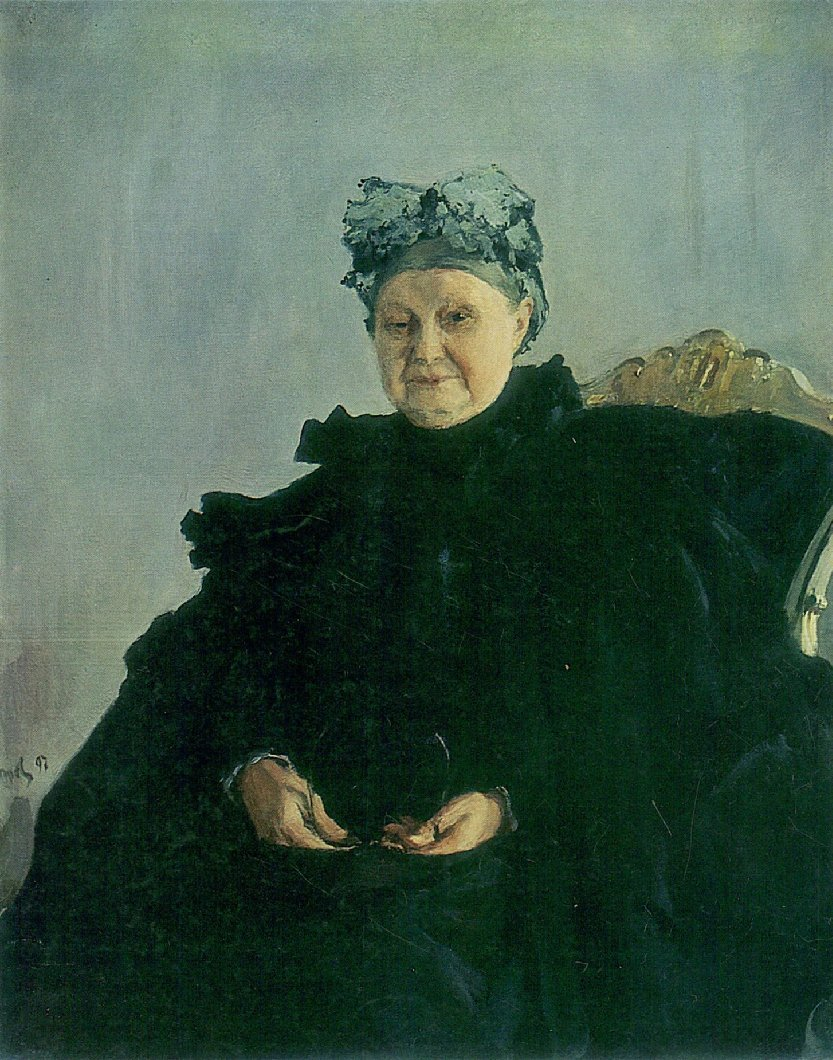
Marija Fjodorowna Morosowa (W. A. Serow, 1897, Russisches Museum)

Marija Fjodorowna Morosowa, geboren  Marija Fjodorowna Simonowa, (russisch Мария Фёдоровна Морозова, Geburtsname russisch Мария Фёдоровна Симонова; * 9. Februarjul. / 21. Februar 1830greg. in Moskau; † 18. Julijul. / 31. Juli 1911greg. ebenda) war eine russische Unternehmerin und Mäzenin.

## Leben
Marija Fjodorowna stammte aus einer altgläubigen Kaufmannsfamilie mit einer Seiden- und Baumwollweberei in Moskau. Ihr Vater Fjodor Iwanowitsch Simonow erweiterte das Geschäft und baute drei weitere Betriebe im Gouvernement Moskau auf. Ihre Mutter Marija Konstantinowna aus der altgläubigen Fabrikantenfamilie Soldatjonkow war ebenfalls mit der Textilproduktion verbunden. Marija Fjodorowna hatte zwei jüngere Geschwister. Sie erhielt eine gute häusliche Erziehung und lernte Deutsch, Französisch und Mathematik. Nach dem frühen Tod des Vaters sorgte der kinderlose Vetter der Mutter, der Unternehmer Kosma Terentjewitsch Soldatjonkow, für die Kinder.

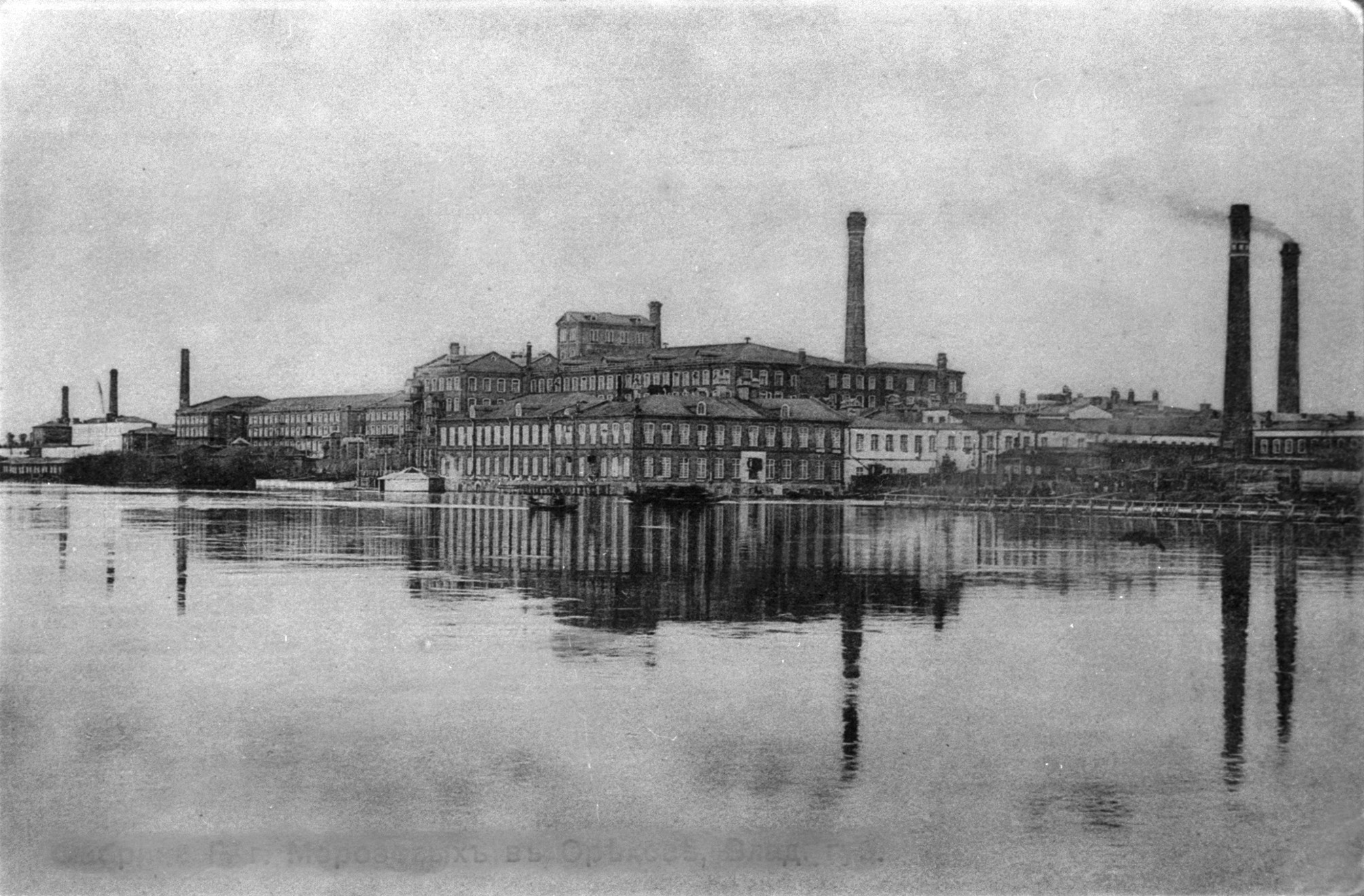
Nikolskaja Manufaktura

1846 heiratete Marija Fjodorowna den von Kosma Soldatjonkow ausgewählten altgläubigen Erben des Morosow-Familienunternehmens Timofei Sawwitsch Morosow. Nachdem Sawwa Morosow sich 1871 mit seinen älteren Brüdern auf die Aufteilung des väterlichen Erbes geeinigt und mit seinen Vettern das Familienunternehmen aufgeteilt hatte, gründete er das Textilunternehmen Sawwa Morosow Sohn und Co. mit ihm als Hauptbesitzer, dessen Kern die Nikolskaja Manufaktura im Gouvernement Moskau war. Marija Morosowa beteiligte sich an dem Unternehmen wie auch ihre Schwester Nadeschda und ihr Bruder Alexei mit ihren Erbteilen des Simonow-Vermögens nach dem Tode der Eltern. 1873 wurde Morosowa gleichberechtigte Gesellschafterin neben ihrem Mann. Sie hielt 22 % der Anteile, ihr Mann 69 % und ihre Kinder 1,6 %, während die restlichen 7,4 % auf ihren Partner Johann Ludwig Knoop, den Buchhalter und die Ingenieure entfielen. Als 1885 das Morosow-Unternehmen bestreikt wurde und ein Gerichtsverfahren folgte, zog sich Timofei Morosow aus der Geschäftsführung auf seine Datsche Mischor auf der Krim bei Jalta zurück und überließ die Regelung seiner Angelegenheiten seiner Frau, die sich dem vorgesehenen Verkauf widersetzt hatte und die Führung übernahm. In seinem Testament bestimmte Morosow 1888 zu seiner Erbin.
In ihrer glücklichen Ehe bekam Marija Morosowa 10 Kinder, von denen 4 Töchter und die zuletzt geborenen Söhne Sawwa und Sergei das Erwachsenenalter erreichten. Ihr Liebling war Sergei, während der schwierigere Sawwa ihr Assistent in Geschäftsangelegenheiten war. 1876 starb ihre Tochter Alewtina (1850–1876) durch Suizid, als sie die Frau des Doktors der Medizin Wassili Felixowitsch Strimon geworden war. Als Morosowas Tochter Anna (1849–1924), die 1869 den Historiker Gennadi Fjodorowitsch Karpow geheiratet hatte und 10 Kinder bekam, 1881 ihre schwere Erkrankung überlebt hatte, ließen zur Erinnerung ihre Eltern eine Klinik auf dem Dewitschje Pole erbauen. Morosowa missbilligte die Heirat einer geschiedenen Frau 1888 ihres Sohnes Sawwa. 1889 starb ihr Mann auf der Krim. Sie übernahm die Rolle des Familienoberhaupts und sorgte weiter für die Kinder und ihre Familien.
Nach dem Tode Morosows bestellte die Gesellschafterversammlung 1889 Marija Morosowa zur geschäftsführenden Direktorin der Nikolskaja Manufaktura. 1889 erwarb Morosowa in Moskau das Herrenhaus mit großem Garten (Morosow-Garten) am Bolschoi Trjochswjatitelski Pereulok 1 des verstorbenen altgläubigen Unternehmers und Mäzens Wassili Alexandrowitsch Kokorew. Am Haus befand sich ein dem Nikolaus von Myra geweihtes Gebetshaus der Russisch-Orthodoxen Altritualistischen Kirche. Im Haus wurden jeden Dienstag Verwandte und Freunde empfangen. Auch wurden Bälle und Tanzabende für die jungen Leute veranstaltet. Die älteren Morosows interessierten sich für Theater.
1890 ernannte Morosowa ihren Sohn Sawwa, ihren Schwiegersohn A. A. Nasarow und den Buchhalter I. A. Kolesnikow zu Direktoren des Unternehmens, denen sie die Verwaltungsarbeit übertrug. Unter ihrer Führung wuchs das Kapital des Textilunternehmens von 6 auf 30 Millionen Rubel, so dass 1903 das Finanzministerium die Nikolskaja Manufaktura zu den profitabelsten Unternehmen zählte. Als während der Revolution 1905 die Arbeiter im Februar streikten, forderte Morosowas Sohn Sawwa Morosow den Aufsichtsrat auf, auf deren Forderungen einzugehen. Jedoch weigerte sich seine Mutter als Aufsichtsratsvorsitzende und entließ ihn im März aus dem Aufsichtsrat.
Morosowa war gemeinnützig sehr aktiv und spendete reichlich. An erster Stelle stand die Unterstützung der altgläubigen Rogoschskoje-Gemeinde und der Russisch-Orthodoxen Missionsgesellschaft, deren Mitglied sie war. Zusammen mit einer Verwandten stellte sie die Mittel für den Bau der Mariä-Schutz-Kirche und einen Glockenturm auf dem Rogoschskoje-Friedhof bereit. Sie finanzierte den Bau eines Heims für die Schwestern des von der Großfürstin Jelisaweta Fjodorowna gegründeten Martha-Maria-Stauropegion-Konvents, eines Armenhauses mit Obdachlosenasyl und Kirche (1901) und der Nikolaikirche der Elementarschule in Sujewo. Auch förderte sie medizinische Einrichtungen. Insbesondere betreute sie das Semstwo-Krankenhaus in Koreis bei Jalta und auch erkrankte Personen dort. Sie spendete reichlich an das Staro-Jekaterinskaja-Krankenhaus in Moskau und förderte 1900 den Bau eines Gebäudes für Nervenkranke.
1884 hatte Morosowa zwei Stipendien für das 4. Moskauer Gymnasium gestiftet, das ihre beiden Söhne absolviert hatten. In den folgenden Jahren gab sie reichlich Geld für Stipendien für die Ausbildung einzelner Personen und kaufte Bücher für Schulen. Mit besonderer Aufmerksamkeit bedachte sie die Moskauer Technikschule, deren Ehrenmitglied sie 1894 geworden war. Sie finanzierte die Errichtung eines Laboratoriums für Technologie der Faserstoffe. Sie richtete an der Technikschule eine Stiftung zur Förderung der Fortbildung russischer Ingenieure im Ausland ein. Darauf ernannte sie die Gesellschaft zur Verbesserung und Entwicklung der Manufakturindustrie zu ihrem Ehrenmitglied. Sie war Mitglied des Komitees für den Bau eines Studentenheims Kaiser Nikolaus II. Trotz ihrer Altgläubigigkeit unterstützte sie begabte Mädchen, die Schauspielerinnen, Musikerinnen oder Lehrerinnen werden wollten. Auch ermöglichte sie Studenten das Studium an der Moskauer Technikschule, der Universität Moskau und der Stragonow-Schule.
Nach Morosowas letztem Willen erhielten am Tag ihrer Beerdigung die mehr als 26.000 Arbeiter ihrer Fabriken einen Extra-Tageslohn mit einem Gedenkessen zu je 1000 in den beiden kostenfreien Moskauer Speisehäusern.